# Wivan Pettersson

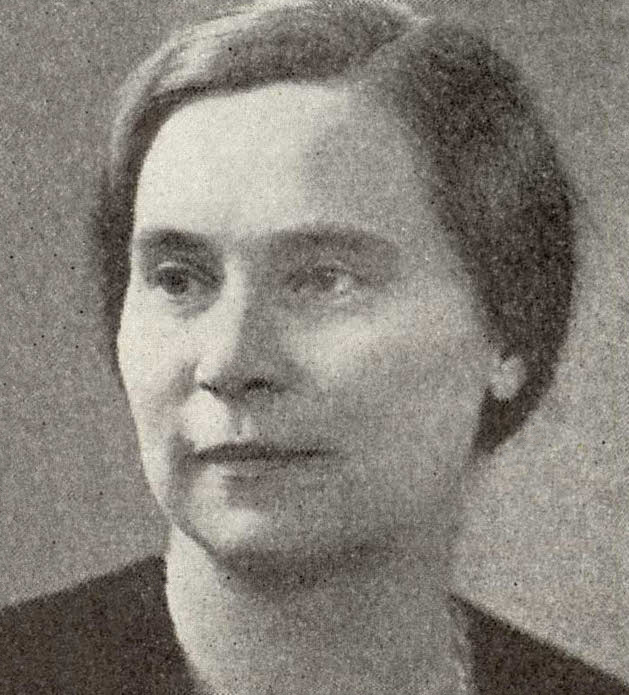
Wivan Pettersson

Wivi Mathilda „Wivan“ Pettersson, nach Heirat Wivan Frunck (* 24. Januar 1904 in Eskilstuna; † 7. November 1976 ebenda), war eine schwedische Schwimmerin. Sie gewann eine olympische Bronzemedaille.

## Karriere
Wivan Pettersson von der Eskilstuna Simsällskap war 1922, 1924 und 1925 schwedische Meisterin über 200 Meter Brust, auf dieser Strecke stellte sie 1925 zwei schwedische Rekorde auf.
Bei den olympischen Schwimmwettbewerben 1924 in Paris startete sie zunächst über 200 Meter Brust und erreichte den Endlauf. Im Finale wurde sie Vierte mit zwei Sekunden Rückstand auf die Gewinnerin der Bronzemedaille. Die schwedische 4-mal-100-Meter-Freistilstaffel mit Aina Berg, Gulli Ewerlund, Wivan Pettersson und Hjördis Töpel erreichte als dritte Staffel das Ziel, Gold erhielt das Quartett aus den Vereinigten Staaten, Silber das Team aus dem Vereinigten Königreich. Schließlich schied Pettersson in den Vorläufen über 100 Meter Freistil aus.